# أرجنتينيون من أصل إيطالي
الأرجنتينيون من أصل أيطالي هم أشخاص ذوي الأصول الإيطالية الكاملة أو الجزئية ممن ولدوا بالأرجنتين ويصل عددهم اليوم بين 24–25 مليون نسمة. وبالتالي يشكلون حوالي 60% من سكان الأرجنتين وتتصدر المجموعة الإيطالية المرتبة الأولى كأكبر المجموعات الأوروبية في البلاد ويأتي في المرتبة الثانية ذووي الأصول الإسبانية الذين تبلغ نسبتهم حوالى 31.5% من سكان الأرجنتين.
بدأ الإيطاليون في الوصول إلى الأرجنتين بين الأعوام 1857-1940 حتى وصل نسبتهم إلى 49% وبدأ التدفق الثاني بين الأعوام 1980-2000 فوصلت نسبتهم إلى نحو 60%.

## التاريخ
بدأت مجموعات صغيرة من الإيطاليين في الهجرة إلى الأرجنتين في وقت مبكر من النصف الثاني من القرن 17. ومع ذلك لم يصبح تيار الهجرة الإيطالية إلى الأرجنتين ظاهرة جماهيرية إلاّ في السنوات 1880-1920 خلال موجة الهجرة الأوروبية الكبرى إلى الأرجنتين، والتي بلغت ذروتها بين عامي 1900 و1914 عندما وصل الإرجنتين 3 ملايين إيطالي أي 50% من إيطاليي المهجر. في عام 1914 كانت مدينة بوينس آيرس وحدها فيها أكثر من 300,000 نسمة ممن ولدوا في إيطاليا وهو ما يمثل 25%. في العقود ما قبل عام 1900 وصل المهاجرين الإيطاليين في البداية أساسًا من المناطق الشمالية من بيدمونت، فينيتو ولومبارديا وبعد منعطف القرن مع بداية حركة التصنيع السريع في شمال إيطاليا، تحولت أنماط الهجرة للأرجنتين من الريف والمدن المكتظة بالسكان في جنوب إيطاليا خاصةً من كامبانيا، كالابريا وصقلية.
في الإسبانيّة العامية الأرجنتينية، يستخدم مصطلح تانو (أي من مدينة نابولي) لوصف السكان الأرجنتينين من أصول إيطالية. كان المهاجرين الإيطاليين في البداية من الذكور في المقام الأول، بين 14-50 كان أكثر من 50% يعرفون القراءة والكتابة؛ ومن حيث المهن، كان 78.7% من المهاجرين من العمال النشطين الزراعيين أو من العمال غير المهرة، 10.7% من الحرفيين، فيما عمل %3.7 فقط في التجارة أو كمحترفين. مع اندلاع الحرب العالمية الأولى وصعود الفاشية في إيطاليا تسبب في انخفاض سريع في الهجرة إلى الأرجنتين، عادت الهجرة وانتعشت بشكل طفيف بين الإعوام 1923-1927، لكنها توقفت في نهاية المطاف خلال الكساد العظيم والحرب العالمية الثانية. جلبت الفترة بين الأعوام 1946-1957 موجة هائلة من الهجرة الإيطالية التي وصلت عددها إلى 380,000 نسبة كبيرة منهم كانت من الطبقة الوسطى ومن النخب المثقفة والمتعلمة ومن التجّار والأكاديميين والمحترفين مما ساعد على نهضة اقتصادية كبيرة في الأرجنتين. أدى الانتعاش الاقتصادي الكبير في إيطاليا أو ما يسمى بالمعجزة الإقتصادية الإيطالية في عام 1950 في نهاية عهد الشتات الإيطالي في الخارج. وفي العقود التالية أصبحت إيطاليا بلد تستقبل المهاجرين.

## اللغة

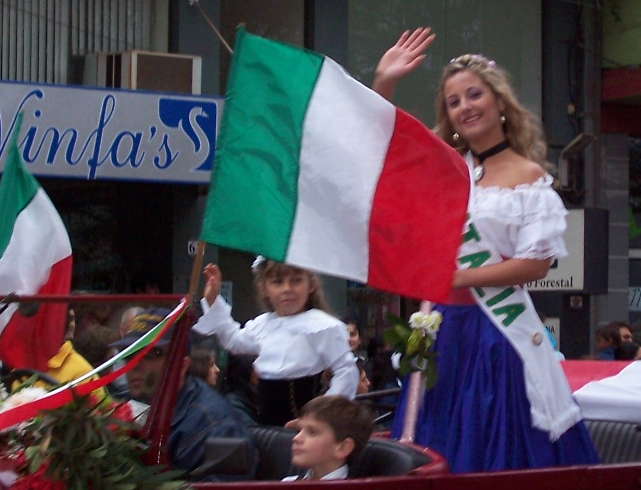
مهرجان إيطالي في مدينة اوبرا الأرجنتينية.

اللغة الإيطالية هي ثاني أكثر اللغات استعمالًا وإنتشارًا في الأرجنتين بعد اللغة الإسبانية التي تعتبر اللغة الرسمية في البلاد. وهي تتفوق على اللغة العربية المرتبطة باللهجة الشامية والتي تأتي في المرتبة الثالثة. ويتكلم باللغة الإيطالية 1,5000,000 مليون نسمة تقربياً.
اللغة الإيطالية لم تأخذ موطئ في الأرجنتين، ويرجع ذلك جزئيًا الا أنّ الغالبيّة العظمى من الإيطاليين تحدثوا بشكل خاص في لغاتهم أو لهجاتهم الإقليمية. سبب ذلك إلى عدم التوسع في استخدام اللغة الإيطالية كلغة أساسية في الأرجنتين. تم إستيعاب اللهجات الإيطالية داخل اللغة الإسبانية في الأرجنتين. ويظهر استيعاب اللغة الإيطالية داخل اللغة الإسبانية يظهر جليًا في لهجة مدينة بوينس آيرس وهي المدينة التي أستوعبت عدد كبير من المستوطنين والمهاجرين الإيطاليين. كان للهجرة الإيطالية من النصف الثاني من القرن 19 إلى بداية القرن 20 تأثير كبير وعميق على العامية الإسبانية الأرجنتينية. وقد أظهرت الأبحاث الأولية من قبل مؤسسة Rioplatense الإسبانية، أن لهجة ولكنة أهالي مدينة بوينس آيرس ذات نمط مشابه للهجات الإيطالية (وخاصًة لهجة مدينة نابولي)، وتختلف بشكل ملحوظ عن أنماط أخرى من أشكال اللكنات واللهجات الإسبانية.
بعض الأمثلة على تأثير اللغة الإيطالية على العامية الإسبانية في الأرجنتين:
1. Parlar - التحدث (من الكلمة الإيطالية parlare أي أتكلم).
2. Manyar - تناول الطعام (من الكلمو الإيطالية mangiare أي أكل).
3. Mina - أنثى (من الكلمة الإيطالية femmina والتي تعني أنثى).
4. Laburar - العمل ( من الكلملة الإيطالية lavorare والتي تعني العمل).
5. Fiaca - الكسل (من الكلمة الإيطالية fiacco أي الضعيف).
6. Chapar - (من لهجة شمال إيطاليا Ciapar أي أن يتخذ).
7. Buonyorno - (من الكلمة الإيطالية Buongiorno أي صباح الخير).

## المطبخ

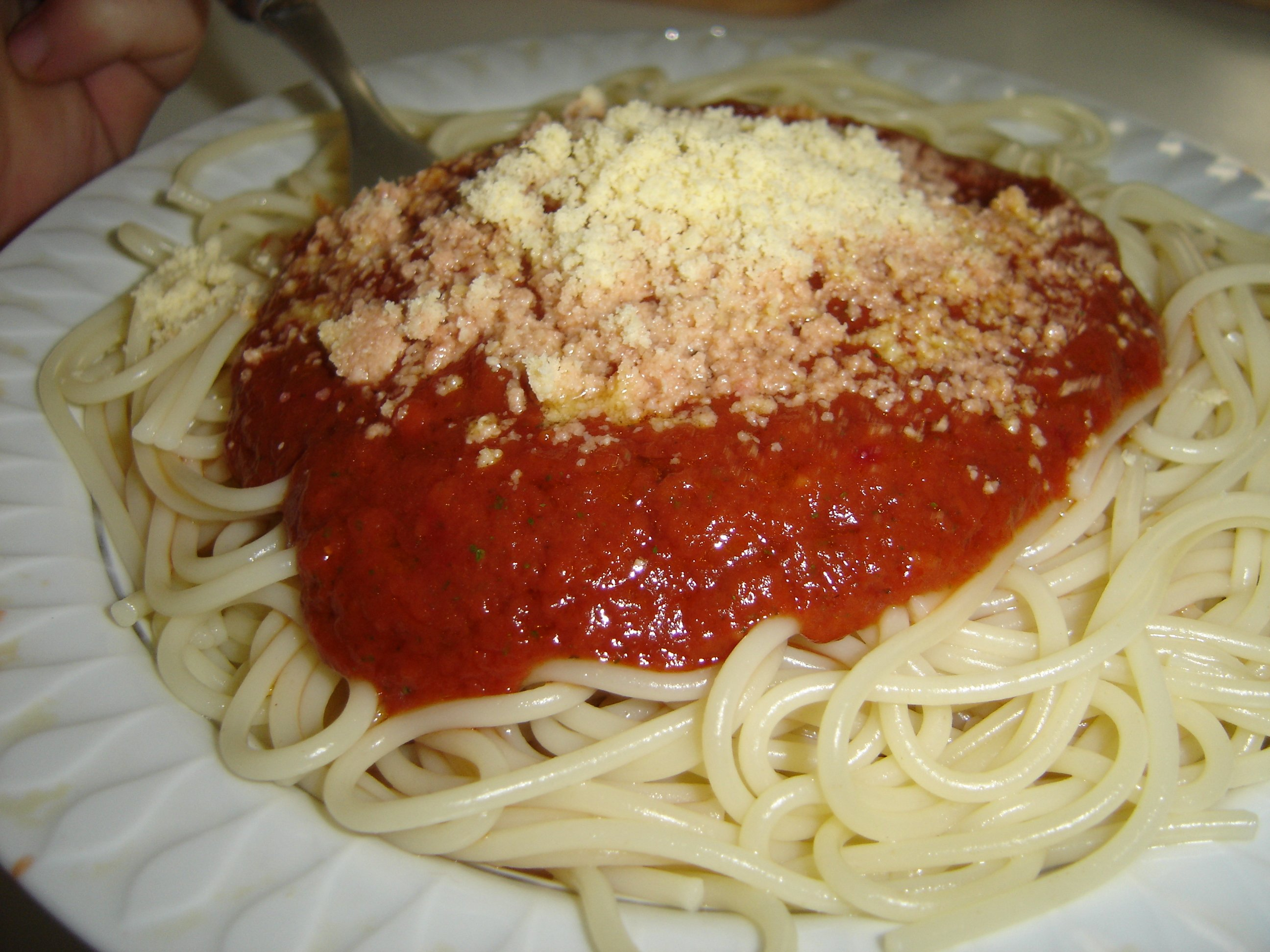
تعتبر الباستا من سمات المطبخ الأرجنتيني.

المطبخ الأرجنتيني هو مطبخ مميز جدًا في أمريكا الجنوبية نظراً للتشابه الشديد مع المطابخ الإسبانية والإيطالية والفرنسية وغيرها من المطابخ الأوروبية عوضاً عن المطابخ الأخرى في أمريكا اللاتينية.
تأثّر المطبخ الأرجنتيني بشدة من المطبخ الإيطالي. الأطباق الإيطالية المعتمدة في تحضيرها على القمح هي شائعة جداً في الأرجنتين والبيتزا الأرجنتينية تستخدم كميات من طحين القمح الأبيض في مكوناتها مقارنة بالبيتزا الإيطالية.
تنتشر الأطباق الإيطالية كالبيتزا والمعكرونة والباستا وغيرها من الأطباق والحلويات الإيطالية بشكل كبير في كل من بوينس آيرس وروساريو وكوردوبا وإن طوّر الأرجنتينيون وأضافوا لها نكهة خاصة بهم.